# الإصلاحيون الوسطيون (موريتانيا)
مبادرة الإصلاحيين الوسطيين هيئة سياسية شكلها الإسلاميون في موريتانيا بعد أن رفض الانقلابيون التصريح لهم بحزب سياسي سنة 2006. لكن بعد نهاية المرحلة الانتقالية وانتخاب السيد سيدي محمد ولد الشيخ عبد الله رئيسا للجمهورية أنشأوا حزبا سياسيا هو التجمع الوطني للإصلاح والتنمية (تواصل).

## إعلان التأسيس
تم الإعلان في يوم 23 نوفمبر سنة 2005 عن ميلاد «لجنة المتابعة والاتصال للإصلاحيين الوسطيين» وكان ذلك في حفل كبير في أحد الفنادق وسط العاصمة نواكشوط.
وجاء في بيانها التأسيسي: «ولأننا أخذنا على أنفسنا الالتزام بخط الوسطية الإصلاحية والتشبث بالديمقراطية والعمل المدني والقانوني فقد أجرينا ما استطعنا من المشاورات لنعلن في هذه المرحلة عن تشكيل لجنة المتابعة والاتصال للإصلاحيين الوسطيين حتى تعمق التفكير في خيارات المستقبل بروية وتوازن، وتجري اللازم من الاتصالات والمشاورات»

## لجنة المتابعة والاتصال
تشكلت لجنة المتابعة والاتصال للإصلاحيين الوسطيين من 21 عضوا وهم:
- محمد جميل بن منصور (منسق اللجنة).
- المختار ولد محمد موسى
- الشيخاني ولد بيب.
- الطيب ولد محمد محمود.
- با ممد دمبا.
- السالك ولد سيدي محمود.
- الحسن ولد محمد.
- حبيب ولد حمديت.
- محمد غلام ولد الحاج الشيخ.
- ياي أنضو كوليبالي.
- أعمر ولد ناجم.
- محمد يسلم ولد سيد المختار.
- محمد ولد محمد امبارك.
- أم المؤمنين بنت أحمد سالم.
- زينب بنت الدد.
- آسية بنت علي.
- الهيبة ولد الشيخ سيداتى.
- إسلم ولد الدمين.
- بركة بابو.
- با عبد المنير.
- عبد وتى ولد عالى.

## الرؤية السياسية للإصلاحيين الوسطيين
الرؤية السياسية للإصلاحيين الوسطيين (موريتانيا) أصدرت في 2 فبراير 2006م

### أولا: تشخيص عام

#### 1- على المستوى الوطني
- لا جدال أن الدولة الموريتانية المعاصرة التي ولدت من رحم المستعمر في جفاء من الأخوة ومناخ من التأزم لم تتمحض لمقتضيات التحدي سلطاتُها الأولى ولا إمكاناتُها المتاحة، فعاشت تحديات أكبر من المتوقع، واضطربت رؤيتها بين مقتضيات المواطنة وعزة السيادة من جهة، ونفوذ الأجنبي الذي عضده جفاء الأشقاء من جهة أخرى، فظل ذلك النفوذ البغيض حاضرا في فترات عديدة من تاريخ البلد ووجد نخبا كانت خير رسل لمشروع واجهتُه مقاومة الآباء في بعديها الإيجابي المتحرك والسلبي المتمنع.
- وسادت أحادية الرأي البلادَ مجسدة في أنظمة الحزب الواحد التي حكمت البلد فترة الحكم المدني. ثم جاء العسكر فأجهزوا على بقية التعدد في الآراء التي تتيحها السلطة المدنية، لكن الأخطاء والتجاوزات تلاحقت منذو 1984، لتحيل ما تحقق على قلته، من هيبة الدولة ومكانتها، ركاما يتسابق المفسون لنهبه فتغولت الليبرالية المتوحشة واستأسد الفساد فغدا سلوكا نمطيا يطغى على كل ما عداه، وكانت ديمقراطية الكرنفالات خير وسيلة لتكريس الاستبداد.
- وبدت الصراعات العرقية القبلية والجهوية قدرا محتوما، وفاح نتن الجاهلية في أحداث 1989 تقطيعا للأرحام وإراقة لدماء الموريتانيين في وطنهم وجاء ذلك ليكمل المأساة البشعة التي تعرض لها الموريتانيون في السنغال.
- وكانت الكارثة حملة النظام البائد على جزء من أبناء الوطن وإبعاهم عنه مما أوجد شرخا خطيرا في الوحدة الوطنية للبلد وأهله.
- كما أن نسيج المجتمع اتسع خرقه بتلك الأحداث معززا ما كان من مظاهر وآثار عبودية واسترقاق وما تجسد من فئوية وطبقية تجسد التعالي والعنصرية وتمحو ما تدعو له الملة وتجسده الدولة من مواساة ومساواة. ولئن سجلنا رفضنا لكل ذلك، فإن اللوم فيه لا ينصب على المجتمع أو أي من مكوناته، بل على بعض السياسيين ممن سكتوا أو أيدوا.
- ولم تخل الدولة الوطنية طوال تاريخها من عنت السجون ومصادرة الحريات، وكان أشده ما طال الجميع في السنوات العجاف خلال الفترات الماضية، وهو ما يستوجب من المجتمع النهوض لتحقيق ميثاق شرف وطني يجرم مصادرة الحقوق والحريات العامة وممارسة التعذيب ويستقبح الإقصاء ويأبى كل صنوف هدر الكرامة الإنسانية. وقد نتج عن الوضعية السابقة غداة تغيير الثالث من أغسطس جملة مظاهر نوجزها فيما يلي:

1. انسداد الأفق السياسي وتحول العملية الديمقراطية إلى شكل باهت.
2. عجز اقتصادي مريع جعل النظام يحتفل بتصنيف البلد في دائرة الدول الأكثر فقرا.
3. انهيارملموس في الحياة الاجتماعية، وتحول القيم إلى أشياء ومستهلكات، والانحراف الخطير في الأخلاق والسلوك العام.
4. تدهور واقع التعليم وتراجع مكتسبات الهوية الوطنية خصوصا ما يتعلق بمكانة التربية الإسلامية واللغة العربية واللغات الوطنية الأخرى في المناهج التعليمية وتغيير الإجازة الأسبوعية إلى الأحد واستهداف مؤسسات المجتمع من مساجد ومحاظر ورموز معتبرة.

- أما القضاء فقد أصبح في أدنى ذيول السلطة التنفيذية تتحكم فيه إدارة أمن الدولة وتباع أحكامه بالمزاد.
- أما العلاقات الخارجية فقد خضعت في العشرين سنة الماضية للمزاج واستحالت إلى حقل تجارب اختير لها على الدوام مطيعون يمتثلون للنظرية الفرعونية: «ما أريكم إلا ما أرى» فساءت علاقات الجوار وضحي بها في سبيل المطامع الرخيصة وشاعت الزبونية في المواقف وبدى أن البلد لا يملك رؤية ولا يهتدي سبيلا.
- ولما وجد النظام نفسه معزولا مستهدفا لم يبادر بإصلاح الخلل في ملفات البلد ووشائج القوم والإقليم، وعلاقات المنتظم الدولي بل تجاوز كل ذلك ليقيم علاقات مع إسرائيل بحسبان ذلك أقصر طرق الحماية وأقوى مصدات الهجوم، فضحى بمشاعر شعبه ومصالح بلده وواجبه تجاه أهله وأمته، ذلك هو الخسران المبين.

#### 2: على المستوى الإقليمي والدولي
- تتميز الوضعية الحالية في الساحتين الإقليمية والدولية بما يلي:

1. تتعزز الديمقراطية في أغلب دول المنطقة وخصوصا في الجوار، حيث تدوولت السلطة سلميا - كليا أو جزئيا- وظهرت آثار صناديق الاقتراع في البرامج والنتائج وتعززت حريات التعبير والإعلام والنشر خصوصا، وتقلص هامش الإقصاء وتم الاعتراف بجميع القوى الوطنية.
2. رجوع الثنائية القطبية بوضوح للساحة الدبلوماسية في المنطقة بين المغرب والجزائر وما يستتبع ذلك من عودة النزاع والتوتر في الصحراء.
3. تراجع بعض الصراعات الإقليمية كما هو الحال في النيجر ومالي والسنغال وبروز صراعات أشد خصوصا في ساحل العاج.
4. التوتر الأمني الحاصل في المثلث المشترك مع مالي والجزائر بفعل وجود جماعات العنف وعصابات التهريب ومطامع الدول الكبرى. وهو التوترالذي تمدد إلى حدودنا على نحو واضح مع جريمة لمغيطي ضد كتيبة من الجيش الوطني.
5. بروز موضوع الإصلاح والديمقراطية في العالم العربي واتخاذ بعض الدول العربية خطوات محتشمة في هذا المسار لم تلب مطالب الشعوب ولم توقف ابتزاز الأمريكيين وضغوطهم.
6. تكريس واقع الاحتلال الإسرائيلي وانتشار آثاره وتمددها في المنطقة رغم استمرار المقاومة والتشجيع الواسع لمشروعها وثقافتها.
7. احتلال العراق الشقيق وما انجر عنه من اختلال موازين المنطقة وهيمنة استعمارية فيها تتخذ أبشع أنواع العدوان والإرهاب.
8. تراجع مظاهر المشاركة في النظام الدولي، وتهديد مبدإ سيادة الدولة أمام مطالب الولايات المتحدة وضغوطها المختلفة.

#### لماذا الإصلاحية الوسطية؟
- لقد عرف هذا التيار باسم الاتجاه الإسلامي أو التيار الإسلامي، وما هو بمتنكر لتلك الصفة ولا متردد في هذا الاختيار...
- ولكن ظروفا ودعاية أوجدت لبسا عند بعض الناس وتسببت في ادعاءات لا تقوم على أساس ولا تنهض لها حجة.
- ثم إن التمايز الذي حصل في المدارس الإسلامية عبر العالم والذي بدى بارزا في السنوات الأخيرة يفرض نفسه.
- كل ذلك جعلنا نتسمى بهذا الاسم، فنحن إصلاحيون والإصلاح هدفنا: «إن أريد إلا الإصلاح ما استطعت وما توفيقي إلا بالله عليه توكلت وإليه أنيب.» ونحن وسطيون والوسطية صفتنا: «وكذلك جعلناكم أمة وسطا لتكونوا شهداء على الناس ويكون الرسول عليكم شهيدا.»
- فتنفي إصلاحيتنا التعجل في الخطوات وحرق المراحل والمحطات..وتؤكد تدرجنا ومنهج التراكم في الإصلاح عندنا، وتنفي وسطيتنا التشدد في المنهج أو الغلو في الأسلوب وتؤكد اعتدال رؤيتنا وتوازن نظرتنا وتوسط ممارستنا فلا إفراط ولا تفريط، ونبذنا من بعد مؤكد لكل أسا ليب العنف والتطرف والتشدد.

### ثانيا: ثوابت ومنظلقات عامة
- تنطلق هذه الرؤية من الإيمان بالله الواحد الأحد وخاتمية الرسالة المعلنة بلوغ البشرية سن الرشد والمسؤلية والنهوض بدور التجديد المرتبط بثوابت الأصول وحاجات الزمن مسترشدا بهدي السلف ونتاج عقول الأمة في مدارسها الفقهية والعقلية والسلوكية في وسطية تنأى عن الغلو وتتجافى عن التساهل فكرا وسلوكا وممارسة وتعترف بحق الاختلاف والتباين.
- كما تنطلق هذه الرؤية من الإيمان بمجتمع موريتاني واحد وموحد في الدين والمذهب وحقوق المواطنة وتعتبر تعدده العرقي رافدا حضاريا غنيا ومغنيا يؤهل البلد لدوره الإقليمي ويسمح له بالتمدد القاري فالدولي.
- ومنطلقاتنا اختصارا هي

#### المرجعية الإسلامية
حيث ننطلق من الاصول الإسلامية الملزمة كتابا منزلا وسنة هادية لا نحيد عنهما ؤ نلتزم باحكامهما ثم نؤسس علي تراث الامة وعلمائها ونسترشد به ونؤمن أن الاجتهاد المؤسس على الوحي المستوعب للواقع القاصد للمصلحة هو الية التجديد في الدين ومسايرته لكل زمان ومكان الانتساب الوطني: ونعني به أننا من موريتانيا فيها نشانا وبها نعتز ولمصلحتها نهدف نذودعنها ونرعى وحدتها وأمنها..فالوطنية عندنا منطلق وصفة وهدف، ونبني على سالف كسب الآباء ورجال الوطن نجدده ونحييه بما يخدم مصالح الحاضر وآمال المستقبل، ومن مقتضيات هذا الانتساب حماية الوحدة الوطنية للبلاد بمختلف أعراقها وفئاتها وجهاتها ونبذ كل الدعوات العنصرية والمفرقة.

#### الخيار الديمقراطي
فقبولنا للديمقراطية والتعددية والتداول السلمي للسلطة خيار استراتجي لا تردد فيه ونرفض الاستبداد وتبريراته والأحادية ومسوغاتها ونعتبر أن الديمقراطية بما تتيحه من أجواء الحرية والمنافسة والرقابة والشفافية صمان للتنمية والتقدم والنهضة.
- وموريتانيا عندنا إسلامية القبلة والمنهج. وجودها مرتبط بذلك، ودورها مؤسس على ذلك، ومستقبلها منوط بتحقيق ذلك، وهي بذلك جزء من الأمة الإسلامية وجودا وامتدادا جغرافيا وانتماء حضاريا وإيمانا يتجدد في كل الأحوال وعبر الأمصار والأعصار.
- وهي كذلك جزء من العالم العربي ثقافة وانتماء وامتدادا جغرافيا وبشريا. والمكون العربي أساس في البلد ومحدد في هويته ووجهته.
- وهي إفريقية الانتماء والمكانة والمصلحة والوجهة. فأهلها أفارقة وإقليمها وقارتها كذلك ومصالحها ودورها مرتبط بذلك. والمكون الإفريقي للبلد: أعراقا ولغات، وعادات، وتقاليد جزء منه ينمو بنموه ويتخلف بتخلفه.
- وهي إنسانية تؤمن بعالمية دورها وبجوهر قيمة الإنسان المكرم وجودا، المسخر له الكون والأشياء، إنسانية تحترم الإنسان لذاته وتدافع عنه لذاته وتسلم له بحقوقه لذاته وتستدعي منهجا لإصلاحه بالحكمة والموعظة الحسنة.

#### أولويات الإصلاح
- تتركز أولويات الإصلاح عندنا على جملة من المعالم والاختيارات تؤسس للتفاصيل اللاحقة والبرامج الانتخابية المنتظرة:

##### ا- في المجال القانوني والسياسي
- انطلاقا من وضوح المرجعية الإسلامية في دستور البلاد ومع تثمين المضامين الواردة في التعديل الدستوري المقترح خصوصا تلك المتعلقة بضمان التداول وكسر الاحتكار والاستمرار فإن خطوات أخرى تظل ضرورية ولعل أهمها:

1. حماية استقلال القضاء بالإجراءات المناسبة ومن أهما: النص على انتخاب رئيس وأعضاء المجلس الأعلى للقضاء وقضاة المحكمة العليا.
2. مراجعة قانون الأحزاب بحيث يكون واضحا في النص على نظام التصريح فقط.
3. تسريع أعمال اللجنة الوطنية لإصلاح قطاع الصحافة وتعديل قانونها في اتجاه مزيد من الحرية.
4. حماية مؤسسات المجتمع المدني بتعديل قانون الجمعيات واعتماد نظام التصريح والنص على حمايتها من تغول السلطة.
5. تعديل قوانين الانتخابات والقوانين ذات الصلة في اتجاه ضمان تمثيل متوازن على المستوى النسبي والجغرافي، وبحيث تعطي المواطنين المقيمين في الخارج حق التصويت في النيابيات والرئاسيات.
6. سن قوانين لحماية حقوق الإنسان ومنع استغلاله وإهانته.
7. عودة المبعدين الموريتانيين عودة منظمة إلى بلادهم وتمكينهم من حقوقهم في إطار من الإنصاف والتفاهم.
8. تأسيس لجنة وطنية للمصارحة والمصالحة تتولى إلقاء الضوء على ماضي انتهاكات حقوق الإنسان وتنطلق من قواعد العفو والتفاهم وتؤسس لوضع جديد تسود فيه العدالة وتوضع آلية تجبر المظالم وتمنع من تكرار الظلم.
9. وضع ميثاق شرف وطني لحماية التحول الديمقراطي وتأكيد آليات التداول السلمي للسلطة وضمان الحريات لكل التوجهات يوقعه الجميع ويكون ملزما للجميع.
10. إنشاء مرصد وطني للشفافية يتولى الرقابة والرصد في مجال تسييرالممتلكات العامة وسن قوانين لمكافحة الفساد المالي والإداري.
11. الاعتراف -غير المنقوص ولا الممنون - بحق الإصلاحيين الوسطيين وكافة القوى الأخرى في تشكيل أطرهم القانونية والسياسية.

##### ب: في المجال الاقتصادي
- تستند رؤيتنا على ضرورة تحقيق تنمية متوازنة راسخة ومستديمة خالية من التشوهات والاختلالات، تنمية موجهة ومعقلنة تقوم على مبدإ الحرية الاقتصادية المقيدة بالضوابط الشرعية، والقيم الخلقية، والمصلحة العامة بما يجنب المجتمع مخاطر الجشع ويضمن ترشيد موارده مع تحقيق العدالة في التوزيع لصالح الفقراء والمحرومين وذوي الدخول المحدودة.
- ولبلوغ تلك المقاصد، تنطلق هذه الرؤية من السعي إلى الاستفادة من إيجابيات الاقتصاد الحر وتجنب سلبياته من خلال التدخل الفعال للدولة في الحالات الضرورية لضمان تنظيم الحياة الاقتصادية وتحقيق المنافسة العادلة وتكافؤ الفرص بين الجميع، وتمشيا مع ذلك فإن اهتماماتنا تنصب على ما يلي:

1. احترام مبدإ الملكية الفردية
2. تشجيع القطاع الخاص من خلال فتح المجال أمام المبادرات الخاصة وإعطاء الحوافز لجميع الفاعلين الخصوصيين.
3. ضمان منافسة حقيقية وشفافة بين مختلف الفاعلين في المجال الاقتصادي.
4. التدخل الفعال للدولة لسد النقص في المجالات التي لا تستقطب القطاع الخاص، ولضمان حرية السوق والعدل فيه وحسن تسيير الموارد.
5. محاربة الفساد والرشوة والمحسوبية والاختلاس وسوء تسيير المال العمومي من خلال تقديم الحوافز المشجعة غلى الاستقامة واعتماد العقوبة الرادعة للانحراف.
6. تشجيع الاستثمارات الوطنية والأجنية لضمان التشغيل وتسهيل انتقال الخبرة والتقنية.
7. متابعة الأسعار على نحو يحمي المستهلك والمستورد والمنتج على نحو متوازن وربط الجور بالأسعار بشكل يحمي أصحاب الدخول الثابتة والمحدودة.
8. تشجيع صناعة وطنية تستفيد من الثراوات الخام وتوفر فرص العمل وتؤسس لقاعدة صناعية منتجة.
9. دعم الصناعات التقليدية واليدوية عموما وإدماجها أكثرفي عجلة الاقتصاد الوطني.
10. مراجعة قوانين وإجراءات الخصخصة بحيث تكون:
  - مبررة اقتصاديا من ناحية الوضعية المالية للمؤسسات قبد الخصخصة.
  - خاضعة لبرنامج مدروس يراعي المصلحة العامة في الحاضر والمستقبل ويأخذ بعين الاعتبار الأبعاد الاقتصادية والاجتماعية لتلك العمليات.
  - تستثنى المجالات الحيوية كالمياه والطاقة وغيرهما مع احتفاظ الدولة في معظم الحالات بحصص مناسبة وخاصة في المجالات الهامة.
11. وضع سياسات نقدية ترفع من قيمة العملة وتطوير وتوسيع نطاق المعاملات المصرفية الإسلامية.
12. تعزيز الرقابة على ثروات البلاد والحرص على اتفاقيات عادلة مع الشركاء والمستثمرين والأجانب.
13. الحد من الفوضى السائدة في البحث والتنقيب عن الثروات ووضع آليات تحول دون الغبن في الاتفاقيات المتعلقة بها.
14. التنسيق مع الدول الصديقة والشقيقة لتعزيز مواقفنا التفاوضية.
15. وضع سياسة عقارية فعالة تجمع بين حق سكان الأراضي وحاجات الدولة الاقتصادية وأولويات التنمية.
16. وضع سياسة زراعية فعالة لتحقيق الاكتفاء الذاتي في أجل قريب.
17. وضع إصلاح فوري لقطاع الصيد البحري يضمن التجدد الحيوي للثروة وإنشاء صناعات في مجال المنتجات البحرية ويعزز التعاون الإقليمي والدولي بما يضمن مصالح البلاد.
18. توسيع اللامركزية في مجالات التنمية والعناية بالأرياف وإقامة مشروعات تضمن النهضة بها والتوطين فيها.
19. العناية بالثروة الحيوانية ووضع سياسات لحمايتها والاستفادة منها.
20. وضع الضمانات الكافية لحسن تسيير النفط، واعتماد آليات واضحة لشفافية ذلك التسييروإنشاء صندوق من عائدات النفط للأجيال الصاعدة.
21. وضع سياسة عادلة ومتوازنة في مجال الضرائب وتحصيلها.
22. تشجيع التعاون الاقتصادي الإقليمي ودعم الجهودالرامية إلى إقامة تكتلات اقتصادية في الفضاءات العربية والإفريقية والإسلامية.
23. تشجيع الانفتاح المدروس على الاقتصاد العالمي لضمان الاستفادة من مزايا العولمة الاقتصادية مع الحرص على تفادي مظاهرها السلبية.
24. مراجعة واقع المناجم عموما والحديد خصوصا في اتجاه يضمن تسييرا شفافا لها واستفادة أكثر منها.
25. تطوير قطاع النقل البري والبحري والجوي وضمان الجودة فيه وتحريره من أي هيمنة أو احتكار.

##### ج: في المجال الاجتماعي
وأولوياتنا في هذا المجال هي:
1. القضاء على كل مظاهر الرق وآثاره وتوظيف كافة الوسائل لتحقيق ذلك.
2. وضع سياسات للنهضة بالمرأة وتمكينها من المشاركة في مختلف مرافق المجتمع والدولة وإعانتها على أداء دورها الأسري والتأهيلي بنجاح على نحو يحقق التكامل في المجتمع.
3. انتهاج سياسة ديناميكية شفافة لتخفبف مظاهر الفقروللقضاء على البطالة.
4. الشفافية والعدالة في اكتتاب الموظفين في القطاعين العام والخاص.
5. إنشاء صندوق لدعم العاطلين عن العمل على نحو يضمن إنتاجيتهم مع إعادة تكوينهم وتأهيلهم.
6. إنشاء صندوق وطني للزكاة جباية وتوزيعا.
7. فتح المجال أمام الهيئات الخيرية للإسهام في مكافحة الفقر وتعزيز التنمية.
8. وضع حد للفوضى والتلاعب في المجال الصحي وتطبيق ضوابط واضحة وشفافة لفتح العيادات واستيراد الأدوية.
9. توسيع الغطاء الصحي والصيدلي ووضع آليات لضمان الخدمات الصحية على نحو جيد مع تطوير سياسات التأمين الصحي.
10. دعم النقابات وتشجيع العمل النقابي فيما يخدم الشرائح العمالية.
11. وضع إجراءات وسياسات للنهضة بالطفل وحمايته اجتماعيا وثقافيا.. وتوفير الظروف المناسبة لضمان الرعاية الأسرية له مع العناية بالترفيه توجيها وتطويرا.
12. رعاية الأخلاق العامة وتوجيه المجتمع نحو قيم الأصالة والالتزام والجدية.
13. الحد من السكن العشوائي في اتجاه القضاء عليه ووضع سياسة إسكانية فعالة.
14. تطوير إجراءات حماية البيئة وتفعيل القانونية لذلك.
15. تشجيع الجمعيات غير الحكومية وخصوصا جمعيات الرقابة على الأستعار والمواد وجمعيات الدفاع عن المستهلك.

##### د: في المجال التعليمي والثقافي
وفي هذا المجال نكتفي بالنقاط والأولويات التالية:
1. مراجعة واقع وبرامج التعليم في اتجاه يجمع بين المسائل التالية:
  - المحافظة على الهوية والثوابت الإسلامية
  - تعزيز مكانة اللغة العربية واللغات الوطنية الأخرى: البولارية والسونكية والولفية.
  - الانفتاح على اللغات العالمية وتعزيز مكانة العلوم والتقنيات الحيثة.
  - التوسع في التعليم العالي والبحث العلمي.
  - توسيع شبكة التعليم على كافة التراب ا لوطني مع التحسين من أوضاعه وأوضاع القائمين عليه.
2. دعم المساجد والمحاضر ماديا ومعنويا وتشجيع التعليم المحظري مع تطويره في اتجاه الاستفادة من آليات العصر ووسائله.
3. تحسين وضع الإئمة والدعاة مع ضمان حرية الدعوة.
4. دعم الثقافة وتشجيع الفنون والأعمال الإبداعية.
5. حماية التراث الموريتاني وتطوير المواقع الأثرية والسياحية.
6. العناية بالعمل الشبابي والطلابي وإشراك هذه الشريحة أكثر في الشأن العام.
7. الاهتمام بالرياضة وتشجيع مختلف أنواع الرياضات المفيدة.

##### ه: في المجال العسكري والأمني
لا يماري أحد في أهمية حماية الحوزة الترابية للبلاد وسيادة الأمن والاستقرار والحفاظ على النظام العام ومنع الفوضى وفي دور المؤسسة العسكرية والأمنية في ذلك وهو ما يتطلب الاهتمام بها مكانة وتطويرا من هنا تكون الأمور التالية لازمة ومطلوبة:
1. وقف تسييس الجيش واعتباره مؤسسة وطنية جمهورية تتبع للقرار السياسي ولا تتحكم فيه، وضرورة إبقائه رمزا للوحدة الوطنية وإتاحة الفرصة أمام كل مواطن لشرف الانتساب إلبه دون تمييز فئوي أو عرقي أو قبلي.
2. تطوير قدرة الجيش القتالية وبث روح الإيمان فيه وتحديث بنيته العسكرية للدفاع عن الوطن.
3. اعتماد عقيدة عسكرية ممتدة من ثقافة الأمة وتاريخها وواقعها وتوظيف روح البذل والفداء المتأصلة فيها.
4. الحرص على الكفاءات العسكرية والعناية بالتأهيل العسكري وإقامة مؤسسات الأبحاث العسكرية والاستراتجية.
5. التحسين من الأوضاع المادية رواتب وسكنا وتأمينا لمنتسبي القوات المسلحة وقوات الأمن على نحو يؤهلهم للدور المنوط بهم ويمكنهم من مواجهة التحديات.
6. إعادة التوازن بين المؤسسات العسكرية والأمنية حتى لا يطغى بعضها على بعض.
7. تطوير وتحديث الأجهزة الأمنية حتى تصبح في خدمة الجمهورية والحريات وحمايتها.
8. التأهيل الثقافي والديمقراطي والأخلاقي للعاملين في سلك الأمن والشرطة.

##### و: في المجال الدبلوماسي
تتميز موريتانيا بموقع استراتجي بين العالم العربي وإفريقيا وتهيؤها ثقافتها وساكنتها المتنوعة لدور تكاملي كبير، وقد تهيأ لها في السابق أن قامت بأدوار دبلوماسية ناجحة تجاوزت قدرات الدولة الناشئة أحيانا لكنها في الفترات الأخيرة عانت من تراجع بين في المكانة الخارجية والدور الدبلوماسي معا، مما يجعل تنشيط هذا المجال وتصحيحه من أولويات المرحلة ومما يساعد في ذلك:
1. تعزيز وجود موريتانيا ومكانتها في المحيط العربي والإفريقي والإسلامي.
2. العمل على إحياء وتنشيط اتحاد المغرب العربي
3. تفعيل دور موربتانبا فيه وفي جامعة الدول العربية.
4. العودة للمنظمة الاقتصادية ل غرب إفريقيا (OّّّّCEDEA)
5. تنشيط دور موريتانيا في الاتحاد الإفريقي.
6. تطوير العلاقات مع أوروبا باعتبارها الشريك الرئيسي للبلاد.
7. تطوير العلاقات مع الولايات المتحدة دون المساس بالسيادة وبما يضمن المصالح المشتركة.
8. تطوير العلاقة مع مختلف شركاء التنمية ودول العالم.
9. دعم الشعب الفلسطيني في كفاحه المشروع ومساعدته على نيل حقوقه الكاملة.

1. رفض الاحتلال الأمريكي والابريطاني للعراق ودعم مقاومته المشروعة لجيوش الغزاة.
2. دعم كل الشعوب المسلمة والمظلومة ومناصرة القضايا العادلة.
3. دعم السياسات الرامية لنشر السلم والتسامج ومقاومة سياسات القمع والعنف والعدوان والإلغاء.
4. تشجيع المبادرات الإصلاحية في حل الأزمات والمشاكل الإقليمية والقارية والدولية.
5. قطع العلاقات مع إسرائيل والتي أضرت بالمصلحة الوطنية وبسمعة البلد ودوره تجاه أمته وأهله.

## وصلات خارجية
- موقع الراية
- في موريتانيا.. الإخوان «شكل تاني» - شبكة إسلام اون لاين
- إخوان موريتانيا.. نحن نسخة مدنية للتدين, إسلام أون لاين، 28 أبريل 2007م
- ولد منصور: انتقالنا من المعارضة إلى السلطة ليس مغامرة, إسلام أون لاين، 14 مايو 2008م
- الإخوان المسلمون في موريتانيا، موقع إخوان ويكي